# Chatelain (graveur anglais)
Pour l’article homonyme, voir Chatelain.
Chatelain, dit aussi J. B. Chatelain ou John Baptist Chatelain, est un peintre, dessinateur et graveur anglais, actif à Londres durant les années 1735-1750, et mort dans cette ville en mai 1758. Il travailla en société avec entre autres François Vivarès et fut l'un des tout premiers Anglais à produire des paysages gravés provenant de ses dessins originaux, faisant de lui un véritable « peintre-graveur » au sens d'Adam von Bartsch.
Il ne doit plus être confondu avec, entre autres, F.-B. Chatelain (fl. 1760-1770), qui fut élève de Louis-Simon Lempereur et Claude-Jean-Baptiste Chatelain, graveur et révolutionnaire français.

## Biographie

### Une vie mystérieuse

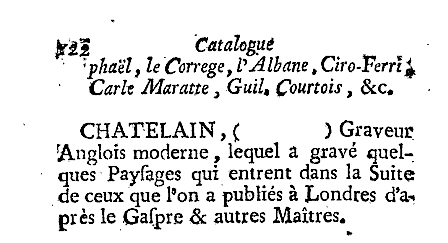
En 1767, dans son Dictionnaire des graveurs, Basan indique Chatelain sans prénom aucun...

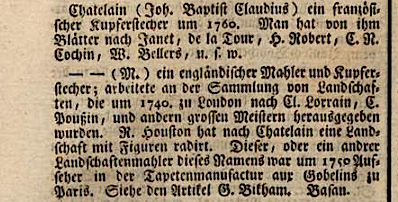
... tandis que Rudolf Füssli en 1779 distingue avec prudence au moins trois artistes du même nom.

La première notice mentionnant un « Chatelain » apparaît chez Basan en 1767 qui le qualifie de « graveur anglais ». Puis le nom « J. B. Chatelain » est donnée par le graveur bibliographe britannique Joseph Strutt en 1785, qui tire ses détails de témoins d'époque : il rapporte que Chatelain est essentiellement actif à Londres durant les années 1740, doué d'un grand talent, capable de dessiner un paysage tout en prisant son tabac, mais sujet à la dissipation et à l'excès de boisson. Il travaille en société avec François Vivarès. Il vit dans une vieille maison près de Chelsea, supposée avoir appartenu à Oliver Cromwell, et, de ce fait, Chatelain passait beaucoup de temps à y chercher un trésor, s'y blessant les doigts... et ne pouvant plus graver ! Ses travaux les plus remarquables, toujours selon Strutt, sont les interprétations qu'il fit de Gaspard Dughet, et de Rembrandt ; ces dernières furent éditées par Arthur Pond en 1744. Pour finir, et sans donner de date de décès, Strutt prend soin de mentionner un certain « I. B. Chatelain », graveur proche dans le style d'un Beauvarlet (1731-1797), vraisemblablement natif de France, ce qu'avait déjà fait Rudolf Füssli en 1779, qui signale « le même [Chatelain], ou bien un autre peintre paysagiste, mentionné comme étant au service de la Manufacture des Gobelins de Paris en 1750 ».
Dans le Dictionary of Painters and Engravers, Biographical and Critical (Londres, 1813-1816) de Michael Bryan, qui fut remis à jour entre autres par Georges Charles Williamson (1858-1942), on trouve de curieux détails biographiques sur Chatelain : on apprend ainsi qu'il se prénomme également Claude, qu'il serait né à Paris vers 1710 et mort en 1771, mais qu'il aurait été aussi mercenaire durant la guerre de Succession d'Espagne (1701-1714), et que son véritable nom était « Philippe », etc. Pour finir, il est même appelé par le Dictionary of National Biography (Londres, 1900), « Chatelaine ».
Le doute biographique a été soulevé par Portalis et Beraldi dès 1880. Dans Les Graveurs du Dix-huitième Siècle, ils ont la prudence de signaler à leurs lecteurs en conclusion de leur notice sur Chatelain à propos de sa date de décès : « Comment concilier cette date [1771] avec la mention de 12 petites figures très-finement gravées par Chatelain pour un Robinson Crusoé de 1784 (Paris, Cazin) des vignettes pour les ouvrages de Fallet, le Phaéton et les Aventures de Chéréas et Callirhoé (1775) et Mes Bagatelles (1776) ; pour les Poésies de M. Bérenger (Paris, Cazin, 1785), de pièces pour les Œuvres de l’abbé Prévost (1783-1784) etc. Il faut donc supposer l’existence d’un autre Chatelain ; « Dominique » suivant le catalogue Paignon-Dijonval, ou « F.-B. Chatelain » d’après Le Blanc. »,.
Au début des années 2000, quelques chercheurs ont découvert un début de réponse à la vie mystérieuse de Chatelain : ainsi, Lucy Peltz, conservatrice à la National Portrait Gallery, estime ses origines huguenotes, n'écartant pas une naissance à Paris, mais confirme sa date de décès à Londres en mai 1758 d'une indigestion, d'après une annonce produite par le peintre paysagiste William Bellers, ce qu'indiquent également les catalogues en ligne de la Tate Gallery et la National Gallery, et, de fait, avec l'Oxford Dictionary of National Biography, les biographes s'accordent désormais sur cette date et sur un corpus commençant en 1735 et n'allant pas au-delà des années 1750.

### Peintre et dessinateur

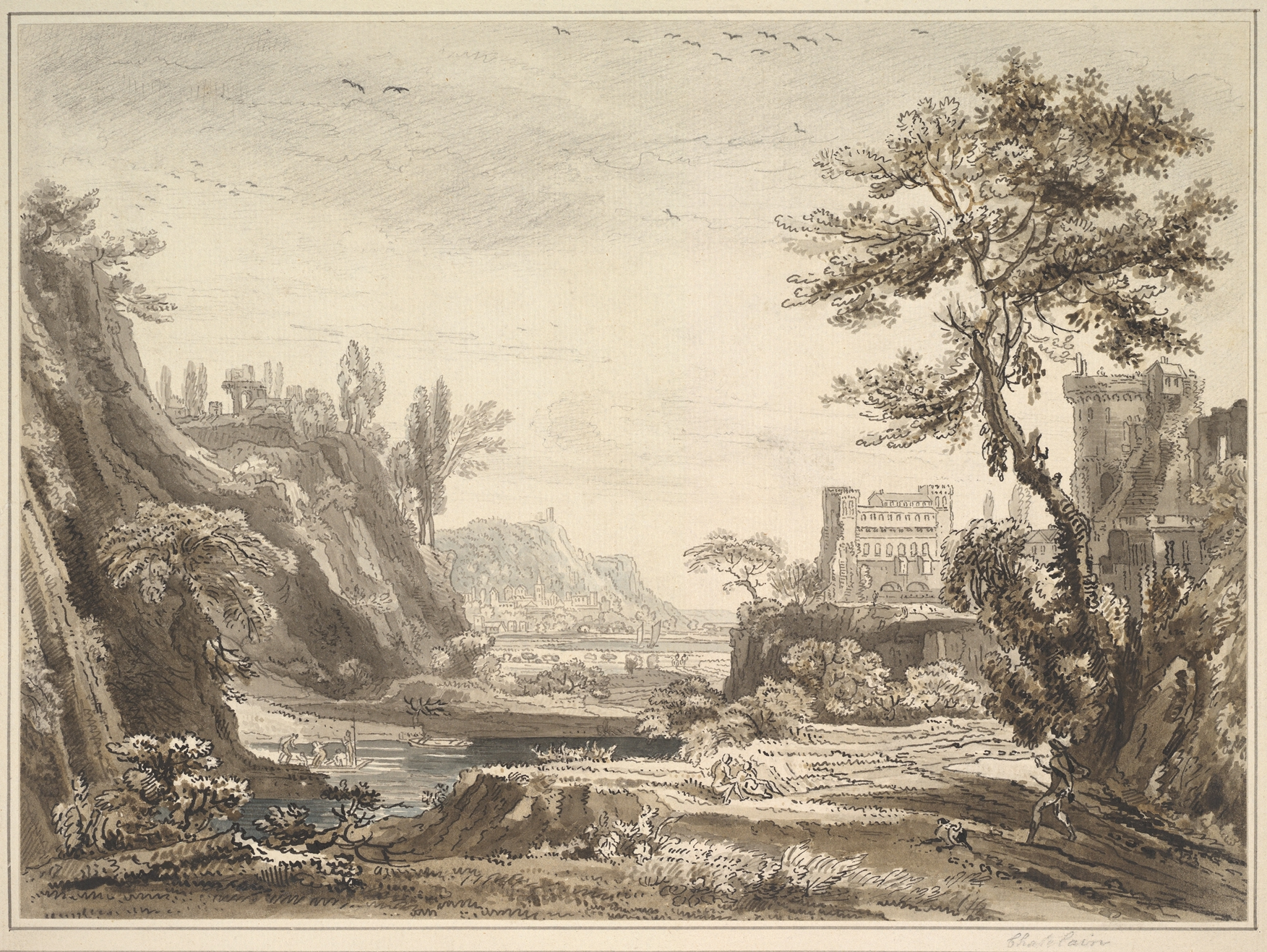
A Classical Landscape, aquarelle, encre et mine de plomb traité en lavis (New York, MET}.

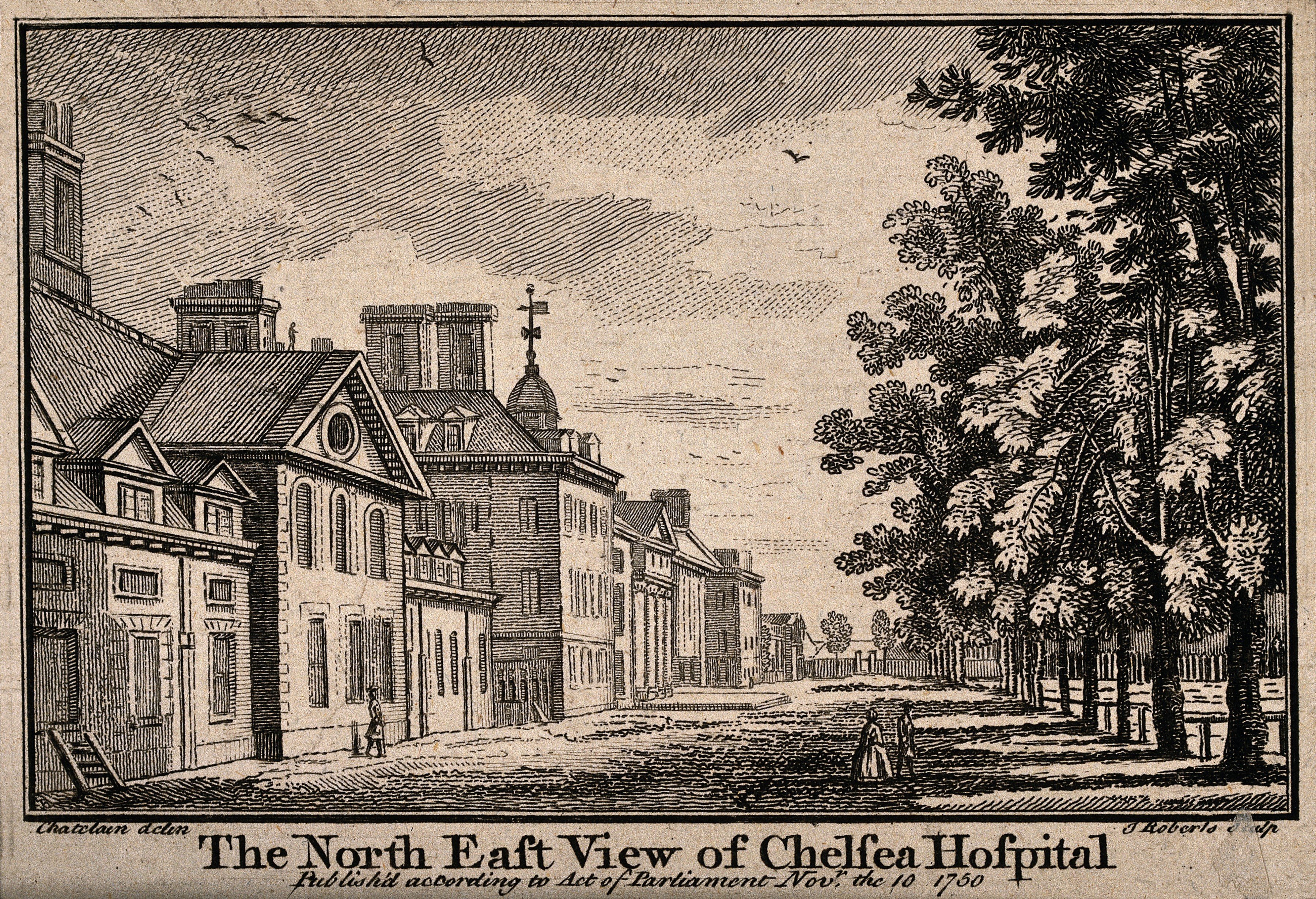
The Royal Hospital, Chelsea (1750), dessin de Chatelain gravé par James Robert (Fonds Wellcome).

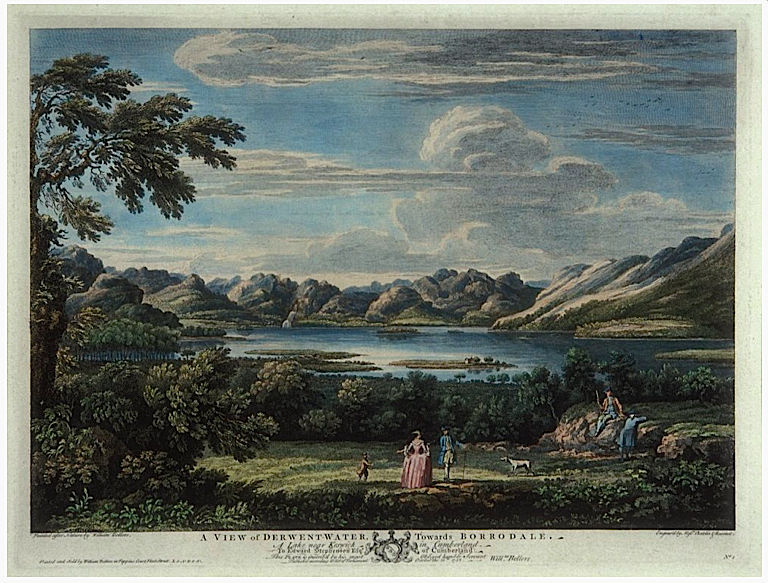
A View of Derwentwater. Towards Borrowdale. A Lake near Keswick in Cumberland (1752), d'après William Bellers, co-gravé avec Simon François Ravenet (Fonds UK GAC).

En 1996, une partie de la prestigieuse collection d'Adolph Paul Oppé (en) est acquise par la Tate, et met au jour des paysages peints par Chatelain, ainsi que leurs traductions en gravure par le même : cet événement est considérable au regard de l'histoire de la peinture anglaise. Chatelain serait bien l'un des tout premiers artistes anglais à opérer de la sorte.

### Le graveur

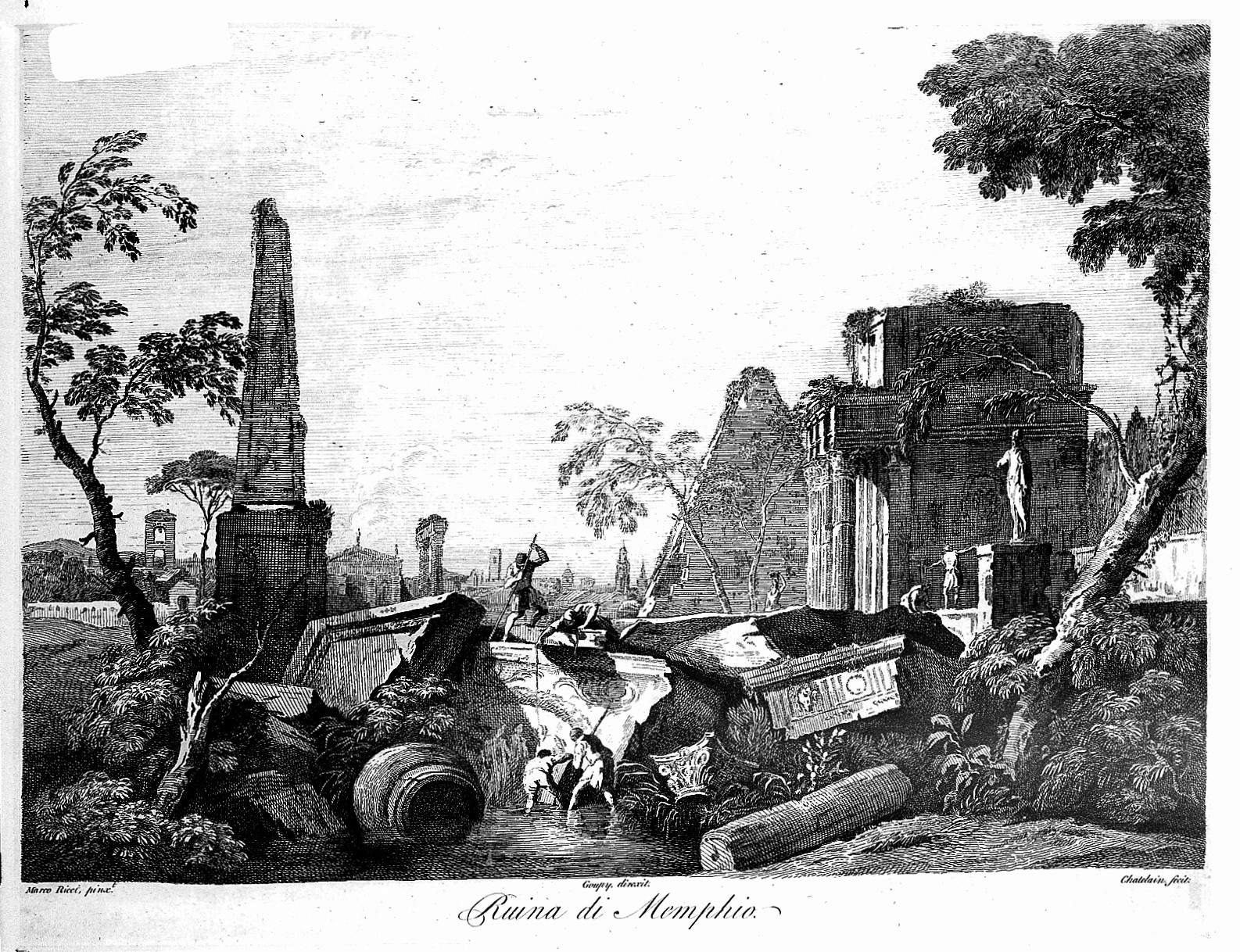
Suite Ricci-Goupy : Ruina di Memphio, retirage (Fonds Wellcome).

Auteur de ou associé à plus d'une centaine de pièces, Chatelain est réputé pour ses gravures de paysages et de topographies, mais aussi pour ne pas terminer ses plaques lui-même. Il exécute principalement ses motifs à l'eau-forte. Lorsque ses gravures sont exécutées d'après lui-même, la signature porte mention de « Chatelain inv. sc. aqua forti ».
La plus ancienne trace remonterait à 1737 ; il s'agit en réalité de cinq vignettes d'ornements typographiques, dont un frontispice, composées pour un manuel de dessin, A New Book of Landskips, et édité par le cartographe John Rocque. Dès 1741, il traduit au moins une dizaine de paysages peints par Gaspard Dughet (dit Poussin). Outre la série d'après Rembrandt chez Arthur Pond en 1744, il travaille surtout pour le compte du marchand John Boydell à partir de 1746, produisant des Vues de Londres et d'Italie entre autres d'après Marco Ricci (11 pièces) et sous la direction de Joseph Goupy (1689-1769). Il a, pour Boydell, beaucoup travaillé en société avec François Vivarès, le premier dessinant, le second exécutant la gravure (A Dance Under the Trees ou Landscape with Rural Dance, 1743). Il est pratiquement certain que Vivarès et ses élèves continuèrent à graver des paysages conçus par Chatelain après sa mort. D'autres graveurs, de son vivant, traduisent ou terminent ses motifs : Thomas Major, dont six petites vues en 1750, Pierre-Charles Canot, James Mason (1710-1785) pour Arthur Pond, et certaines plaques sont, à partir de 1747, terminées à la manière noire par le graveur irlandais Richard Houston.
D'autres vues sont dédiées à William Pulteney, comte de Bath, ce qui laisse supposer un lien entre les deux hommes. De même, il est lié au peintre paysagiste anglais William Bellers, il exécute pour lui des Vues du lac de Cumberland, huit pièces traduites en société avec Canot, Mason, Charles Grignion, et Simon François Ravenet (l'assistant de William Hogarth). On compte aussi des vues de Londres avec William Henry Toms (1700–1765) et James I Roberts (1725–1799).
On compte enfin des motifs gravés d'après des maîtres du siècle précédent comme Pierre de Cortone, Le Bolognese, Claude Gellée (très souvent), Matteo Ponzone, Nicolas Poussin, Israël Silvestre.

## Œuvre conservé

### Peinture et dessin
- Oppé Collection (Londres, Tate Gallery) :
  - A View of the Wrekin Hill from Ercall, Shropshire, vers 1748, mine de plomb, encre et aquarelle.
  - Landscape Composition with a Lake in the Distance, avec esquisse au verso, idem.
  - Landscape Composition with Tree, a Church on the Left, [mention « Chatlain »], idem.
  - Pastoral Landscape, with a River, idem.
  - Landscape Composition with Church on the Right, idem.
  - Landscape Composition, idem.
  - Landscape Composition with a Town in the Distance, idem.
  - Figure Studies [scène de barbier], encre, pastel et mine de plomb.

- New York, Metropolitan Museum of Art, 12 pièces dont :
  - Classical Landscape, mine de plomb, encre et aquarelle[15].

### Estampe
- Londres, British Museum : au moins 102 pièces.

- Government Art Collection (en) (Mobilier national de Grande-Bretagne) :
  - A View of Derwentwater. Towards Borrowdale. A Lake near Keswick in Cumberland (1752), d'après William Bellers, gravé avec Simon François Ravenet.
  - A View of Ullswater toward Poola Bridge. A Lake between Cumberland and Westmoreland (1753), idem, gravé avec Pierre Charles Canot.
  - A View of the Head of Ulswater toward Patterdale (1754), idem, gravé avec James Mason.

- New York, Metropolitan Museum of Art :
  - Dance Under the Trees (Landscape with Rural Dance), d'après Claude Gellée (1742).
  - Les Apôtres, d'après Pierre de Cortone.

## Annexe